# Matrice 2 per 2
Le matrici quadrate di ordine 2 (o matrici di aspetto 2 × 2, o matrici di due righe e due colonne), coprono un ruolo importante nell'analisi matematica e nella fisica. Tra le caratteristiche principali, esse rappresentano una trasformazione lineare dello spazio vettoriale bidimensionale e forniscono un metodo di soluzione dei sistemi di due equazioni lineari in due incognite.

## Notazioni intercambiabili
In molte esposizioni su vettori e matrici, ed in particolare nella presente, a seconda delle circostanze, conviene utilizzare notazioni diverse, equivalenti ma di diversa evidenza. Qui per i vettori useremo indifferentemente matrici riga e matrici colonna.
Per presentare certi fatti su matrici e vettori conviene servirsi di scritture con deponenti per riuscire ad avere espressioni con combinazioni di indici facilmente dominabili. In altri momenti invece si ottengono formule più chiare servendosi di lettere senza indici. 
L'adozione di notazioni intercambiabili può risultare pesante; essa però risulta utile in un'esposizione piuttosto estesa nella quale si vogliono presentare e confrontare molti oggetti e molti fatti matematici. Questo sembra il caso della presente esposizione. 
Per i vettori di R2 useremo quindi notazioni equivalenti date da uguaglianze come 
{\displaystyle \mathbf {x} =(x_{1},x_{2})=(x,y)={\begin{pmatrix}x\\y\end{pmatrix}}\qquad \mathbf {z} =(z_{1},z_{2})=(z,w)={\begin{pmatrix}z_{1}\\z_{2}\end{pmatrix}}} .
In particolare useremo varie notazioni intercambiabili anche per i vettori della base ortonormale canonica:
{\displaystyle \mathbf {i} =\mathbf {e} _{1}=(1,0)={\begin{pmatrix}1\\0\end{pmatrix}}=|1\rangle \qquad \mathbf {j} =\mathbf {e} _{2}=(0,1)={\begin{pmatrix}0\\1\end{pmatrix}}=|2\rangle }
Le ultime notazioni introdotte si riconducono alla notazione di Dirac per i vettori di uno spazio di Hilbert e si chiamano ket. Ora basta considerare che si tratta di notazioni che associano interi successivi ai vettori di una base ortonormale che risultano quindi ordinati in sequenza.
Per le matrici scriviamo invece:
{\displaystyle A~=~{\begin{pmatrix}a_{1,1}&a_{1,2}\\a_{2,1}&a_{2,2}\end{pmatrix}}~=~{\begin{pmatrix}u_{1}&v_{1}\\u_{2}&v_{2}\end{pmatrix}}~=~{\begin{pmatrix}a&b\\c&d\end{pmatrix}}}

## Matrici e trasformazioni lineari
Ogni matrice 2 × 2 può essere usata per trasformare un vettore bidimensionale in un altro vettore dello stesso spazio vettoriale. Si definisce il trasformato del vettore precedente per applicazione della A come
{\displaystyle A\mathbf {x} ~:=~{\begin{pmatrix}a_{1,1}&a_{1,2}\\a_{2,1}&a_{2,2}\end{pmatrix}}\cdot {\begin{pmatrix}x_{1}\\x_{2}\end{pmatrix}}~=~{\begin{pmatrix}a_{1,1}x_{1}+a_{1,2}x_{2}\\a_{2,1}x_{1}+a_{2,2}x_{2}\end{pmatrix}}}
ovvero
{\displaystyle A\mathbf {x} ~:=~{\begin{pmatrix}a&b\\c&d\end{pmatrix}}\cdot {\begin{pmatrix}x\\y\end{pmatrix}}:={\begin{pmatrix}ax+by\\cx+dy\end{pmatrix}}}
La trasformazione individuata è lineare. Questo si dimostra rielaborando l'applicazione di A alla generica combinazione lineare di vettori 
{\displaystyle A\left[h\mathbf {x} +k\mathbf {z} \right]~=~A\left[h{\begin{pmatrix}x\\y\end{pmatrix}}+k{\begin{pmatrix}z\\w\end{pmatrix}}\right]}
{\displaystyle ={\begin{pmatrix}a&b\\c&d\end{pmatrix}}\cdot {\begin{pmatrix}hx+kz\\hy+kw\end{pmatrix}}~=~{\begin{pmatrix}a(hx+kz)+b(hy+kw)\\c(hx+kz)+d(hy+kw)\end{pmatrix}}}
{\displaystyle =h{\begin{pmatrix}ax+by\\cx+dy\end{pmatrix}}+k{\begin{pmatrix}az+bw\\cz+dw\end{pmatrix}}~=~h\cdot A\mathbf {x} +k\cdot A\mathbf {z} }
Le entrate della matrice A hanno un interessante significato geometrico: nella prima colonna si individua il vettore ottenuto applicando A al vettore (1,0); nella seconda colonna il vettore  ottenuto applicando A al vettore (0,1). Infatti
{\displaystyle {\begin{pmatrix}u_{1}&v_{1}\\u_{2}&v_{2}\end{pmatrix}}\cdot {\begin{pmatrix}1\\0\end{pmatrix}}={\begin{pmatrix}u_{1}\\u_{2}\end{pmatrix}}\quad \mathrm {e} \quad {\begin{pmatrix}u_{1}&v_{1}\\u_{2}&v_{2}\end{pmatrix}}\cdot {\begin{pmatrix}0\\1\end{pmatrix}}={\begin{pmatrix}v_{1}\\v_{2}\end{pmatrix}}}
La considerazione precedente si può anche rileggere nel modo seguente. Dare una matrice 2 per 2, cioè dare una trasformazione lineare di R2, equivale a dare i due vettori
trasformati dei due vettori della base canonica di R2.
Si osserva che la trasformazione A mappa il quadrato avente come vertici opposti (0,0) e (1,1), cioè il quadrato individuato dalla coppia di vettori {\displaystyle (\mathbf {e} _{1},\mathbf {e} _{2})},
nel parallelogramma individuato dalla coppia di vettori {\displaystyle (A\mathbf {e} _{1},A\mathbf {e} _{2})} .
È molto utile considerare come una trasformazione lineare modifica quella che chiameremo griglia--ZZ costituita dai punti del piano aventi coordinate intere, dalle rette orizzontali corrispondenti alle equazioni x=m per m intero e dalle rette verticali individuate dalle equazioni y=n per n intero. Essa viene trasformata nella griglia ottenibile a partire dal parallelogramma ottenuto trasformando in quadrato di estremi (0,0) e (1,1) e replicando tale figura indefinitamente nelle direzioni dei suoi due lati aventi in comune l'origine.

## Matrici e trasformazioni di proiezioni e riflessioni
È utile passare in rassegna un buon numero di matrici 2 × 2 chiarendo le caratteristiche delle corrispondenti trasformazioni lineari.
La matrice che fornisce la trasformazione più semplice è la matrice identità o matrice unità di ordine 2:
{\displaystyle \mathrm {Id} _{2}:={\begin{pmatrix}1&0\\0&1\end{pmatrix}}}
Essa lascia fisso ogni vettore di R2.
La matrice identità si può esprimere come somma di due matrici semplici e utili   
{\displaystyle {\begin{pmatrix}1&0\\0&1\end{pmatrix}}={\begin{pmatrix}1&0\\0&0\end{pmatrix}}+{\begin{pmatrix}0&0\\0&1\end{pmatrix}}}
Esse si dicono rispettivamente proiettore sull'asse Ox 
e proiettore sull'asse Oy e le scriviamo.
{\displaystyle \mathrm {Prj} _{|1\rangle }:={\begin{pmatrix}1&0\\0&0\end{pmatrix}}\qquad \mathrm {Prj} _{|2\rangle }:={\begin{pmatrix}0&0\\0&1\end{pmatrix}}}
I nomi sono giustificati dal fatto che le corrispondenti trasformazioni 
proiettano ogni vettore rispettivamente sul primo asse Ox e sul secondo asse Oy:
{\displaystyle {\begin{pmatrix}1&0\\0&0\end{pmatrix}}{\begin{pmatrix}x\\y\end{pmatrix}}={\begin{pmatrix}x\\0\end{pmatrix}}\qquad {\begin{pmatrix}0&0\\0&1\end{pmatrix}}{\begin{pmatrix}x\\y\end{pmatrix}}={\begin{pmatrix}0\\y\end{pmatrix}}}
Vediamo gli effetti delle altre due matrici 2 × 2 con una entrata uguale a 1 e le altre nulle:
{\displaystyle {\begin{pmatrix}0&1\\0&0\end{pmatrix}}{\begin{pmatrix}x\\y\end{pmatrix}}={\begin{pmatrix}y\\0\end{pmatrix}}\qquad {\begin{pmatrix}0&0\\1&0\end{pmatrix}}{\begin{pmatrix}x\\y\end{pmatrix}}={\begin{pmatrix}0\\x\end{pmatrix}}}
Esse hanno l'effetto di una proiezione seguita dallo scambio degli assi. Esse, facendo riferimento alla notazione di Dirac, vengono dette ket-bra e si possono denotare significativamente:
{\displaystyle |1\rangle \langle 2|:={\begin{pmatrix}0&1\\0&0\end{pmatrix}}\qquad |2\rangle \langle 1|:={\begin{pmatrix}0&0\\1&0\end{pmatrix}}}
Secondo questo modo di scrivere i proiettori si riscrivono nel modo seguente;
{\displaystyle \mathrm {Prj} _{|1\rangle }=|1\rangle \langle 1|\qquad \mathrm {Prj} _{|2\rangle }=|2\rangle \langle 2|}
Una matrice significativa è data dalla somma delle due prime matrici ket-bra:
{\displaystyle |1\rangle \langle 2|+|2\rangle \langle 1|={\begin{pmatrix}0&1\\1&0\end{pmatrix}}}
La corrispondente trasformazione è la riflessione del piano R2 rispetto alla bisettrice {\displaystyle y=x}:
{\displaystyle {\begin{pmatrix}0&1\\1&0\end{pmatrix}}{\begin{pmatrix}x\\y\end{pmatrix}}={\begin{pmatrix}y\\x\end{pmatrix}}}
Si osserva che questa riflessione, come tutte queste trasformazioni, è un'involuzione, in accordo con la seguente relazione matriciale: 
{\displaystyle {\begin{pmatrix}0&1\\1&0\end{pmatrix}}\cdot {\begin{pmatrix}0&1\\1&0\end{pmatrix}}={\begin{pmatrix}1&0\\0&1\end{pmatrix}}}
A questo punto si possono individuare facilmente altre riflessioni del piano 
R2 e altre matrici involutorie, cioè matrici che moltiplicate per se stesse danno la matrice identità {\displaystyle \,\mathrm {Id} _{2}}.
Riflessione rispetto all'asse Ox:
{\displaystyle {\begin{pmatrix}1&0\\0&-1\end{pmatrix}}{\begin{pmatrix}x\\y\end{pmatrix}}={\begin{pmatrix}x\\-y\end{pmatrix}}}
Riflessione rispetto all'asse Oy:
{\displaystyle {\begin{pmatrix}-1&0\\0&1\end{pmatrix}}{\begin{pmatrix}x\\y\end{pmatrix}}={\begin{pmatrix}-x\\y\end{pmatrix}}}
Riflessione rispetto all'origine:
{\displaystyle {\begin{pmatrix}-1&0\\0&-1\end{pmatrix}}{\begin{pmatrix}x\\y\end{pmatrix}}={\begin{pmatrix}-x\\-y\end{pmatrix}}}
Riflessione rispetto alla bisettrice {\displaystyle \,y=-x}:
{\displaystyle {\begin{pmatrix}0&-1\\-1&0\end{pmatrix}}{\begin{pmatrix}x\\y\end{pmatrix}}={\begin{pmatrix}-y\\-x\end{pmatrix}}}

## Dilatazioni e matrici diagonali
Consideriamo una matrice proporzionale alla identità e la sua azione sopra un generico vettore:
{\displaystyle {\begin{pmatrix}k&0\\0&k\end{pmatrix}}{\begin{pmatrix}x\\y\end{pmatrix}}={\begin{pmatrix}kx\\ky\end{pmatrix}}}
Essa esprime una dilatazione del piano per il fattore k se k > 1 e una sua contrazione se 0 < k < 1. Le trasformazioni con k < 0 si esprimono come composizioni di una dilatazione o una contrazione con la riflessione rispetto all'origine:
{\displaystyle k~\mathrm {Id} _{2}={\begin{pmatrix}k&0\\0&k\end{pmatrix}}={\begin{pmatrix}-1&0\\0&-1\end{pmatrix}}\cdot {\begin{pmatrix}|k|&0\\0&|k|\end{pmatrix}}}
Le matrici proporzionali all'identità costituiscono un particolare sottoinsieme di un'importante classe di matrici, le matrici diagonali: esse sono le matrici che presentano entrate non nulle solo sulla diagonale principale. Osserviamo in particolare le azioni delle seguenti matrici diagonali a entrate positive:
{\displaystyle {\begin{pmatrix}2&0\\0&3\end{pmatrix}}{\begin{pmatrix}x\\y\end{pmatrix}}={\begin{pmatrix}2x\\3y\end{pmatrix}}\qquad {\begin{pmatrix}4&0\\0&0.25\end{pmatrix}}{\begin{pmatrix}x\\y\end{pmatrix}}={\begin{pmatrix}4x\\y/4\end{pmatrix}}}
Esse rappresentano due omotetie per fattori diversi nelle direzioni dei due assi ortogonali.
Le matrici diagonali con entrate negative possono ricondursi alle precedenti e a riflessioni rispetto agli assi in quanto sono fattorizzabili nei seguenti modi (supponiamo che h e k siano reali positivi):
{\displaystyle {\begin{pmatrix}h&0\\0&-k\end{pmatrix}}={\begin{pmatrix}h&0\\0&k\end{pmatrix}}\cdot {\begin{pmatrix}1&0\\0&-1\end{pmatrix}}\qquad {\begin{pmatrix}-h&0\\0&k\end{pmatrix}}={\begin{pmatrix}h&0\\0&k\end{pmatrix}}\cdot {\begin{pmatrix}-1&0\\0&1\end{pmatrix}}}
Si osserva che una matrice 2 × 2 diagonale trasforma i punti del cerchio di raggio 1 nei punti della ellisse con centro nell'origine e avente come assi Ox e Oy.

## Rotazioni del piano e matrici diagonalizzabili
Consideriamo la matrice della forma 
{\displaystyle \mathrm {Rot} _{\theta }:={\begin{pmatrix}\cos \theta &\sin \theta \\-\sin \theta &\cos \theta \end{pmatrix}}}
e l'azione che esercita sopra un vettore con le coordinate cartesiane espresse mediante coordinate polari piane 
e l'azione della matrice che segue. Si considera la matrice 
{\displaystyle \mathrm {Rot} _{\theta }:={\begin{pmatrix}\cos \theta &\sin \theta \\-\sin \theta &\cos \theta \end{pmatrix}}{\begin{pmatrix}rcos\phi \\r\sin \phi \end{pmatrix}}={\begin{pmatrix}rcos(\phi +\theta )\\r\sin(\phi +\theta )\end{pmatrix}}}
La matrice quindi rappresenta la rotazione dei vettori del piano di un angolo {\displaystyle \theta };.
Si osservino i casi particolari
{\displaystyle \mathrm {Rot} _{\pi }={\begin{pmatrix}-1&0\\0&-1\end{pmatrix}}\qquad \mathrm {Rot} _{\pi /2}={\begin{pmatrix}0&1\\-1&0\end{pmatrix}}\qquad \mathrm {Rot} _{3\pi /2}={\begin{pmatrix}0&-1\\1&0\end{pmatrix}}}

## Slittamenti
Si consideri l'azione della seguente matrice particolare sopra il generico vettore piano
{\displaystyle {\begin{pmatrix}1&0.5\\0&1\end{pmatrix}}{\begin{pmatrix}x\\y\end{pmatrix}}={\begin{pmatrix}x+y/2\\y\end{pmatrix}}}
La trasformazione associata lascia fissi i punti dell'asse Ox e fa slittare rigidamente i punti delle rette orizzontali y=k spostando a destra maggiormente i punti con ordinate positive e a sinistra quelli con coordinate negative: la griglia--ZZ viene trasformata in una griglia con le maglie costituite da parallelogrammi di altezza 1 e con lati obliqui appartenenti a rette con inclinazione del 200%. Più in generale   
{\displaystyle {\begin{pmatrix}1&b\\0&1\end{pmatrix}}{\begin{pmatrix}x\\y\end{pmatrix}}={\begin{pmatrix}x+by\\y\end{pmatrix}}}
Ancor più in  generale abbiamo le azioni delle matrici triangolari superiori
{\displaystyle {\begin{pmatrix}a&b\\0&d\end{pmatrix}}{\begin{pmatrix}x\\y\end{pmatrix}}={\begin{pmatrix}ax+by\\dy\end{pmatrix}}}
esprimenti dilatazioni nelle due direzioni orizzontale e verticale e slittamento.
Interpretazione analoga hanno le matrici triangolari inferiori. 
Si osservi che si passa dalle triangolari superiori alle triangolari inferiori e viceversa mediante trasposizione.

## Determinanti e aree con segno
Il determinante di una matrice 2 × 2 si definisce come 
{\displaystyle \det {\begin{pmatrix}a&b\\c&d\end{pmatrix}}:=ad-bc}
Il determinante si può considerare una funzione che ad una matrice quadrata sui reali associa un numero reale. Si trova che esso esprime l'area del parallelogramma ottenuto dalla trasformazione del quadrato di base avente vertici (0,0), (1,0), (1,1) e (0,1). Quest'area va considerata con segno e si intende che abbia il segno positivo se i vertici ottenuti con la trasformazione, (0,0), (a,c), (a+b,c+d) e (b,d) si susseguono in modo da lasciare i punti interni alla sinistra, e abbia il segno negativo in caso contrario.
La dimostrazione di questo fatto per via di geometria analitica segue dalla interpretazione della seguente identità algebrica:
{\displaystyle (a+c)(b+d)\,=\,ab+cd+2cb+(ad-cb)}

## Trasformazioni invertibili e non
Tra le molte trasformazioni e matrici viste una distinzione importante riguarda il fatto che siano invertibili o meno.
Una matrice e la trasformazione associata è invertibile se e solo se il suo determinante è diverso da zero.